# Tablica stron pamięci
Tablica stron pamięci, tablica stron (ang. page table) – struktura danych używana przez mechanizmy wirtualizacji pamięci (zazwyczaj układ MMU) do przechowywania sposobu odwzorowania adresów pamięci logicznej (wirtualnej) w adresy pamięci fizycznej.